# アビゲイル・アダムズ
アビゲイル・スミス・アダムズ（Abigail Smith Adams , 1744年11月11日 - 1818年10月28日）は、第2代アメリカ合衆国大統領ジョン・アダムズの夫人（アメリカ合衆国のファーストレディ）であり、第6代大統領ジョン・クインシー・アダムズの母でもある。マサチューセッツ王室領植民地（現マサチューセッツ州）のボストン郊外に生まれた。身長5フィート6インチ（約168cm）。
アビゲイルは夫ジョンが大陸会議でフィラデルフィアに赴いている際、夫に宛てた多数の手紙で知られている。ジョンはアビゲイルに対し、多岐にわたる相談を頻繁にしており、交わした手紙は政治や政府に関する意義深い対話で満ちていた。二人の間に交わされた手紙はアメリカ独立戦争時の史料として、また政治批評の資料として貴重なものとされている。

## 生涯

### 生い立ち

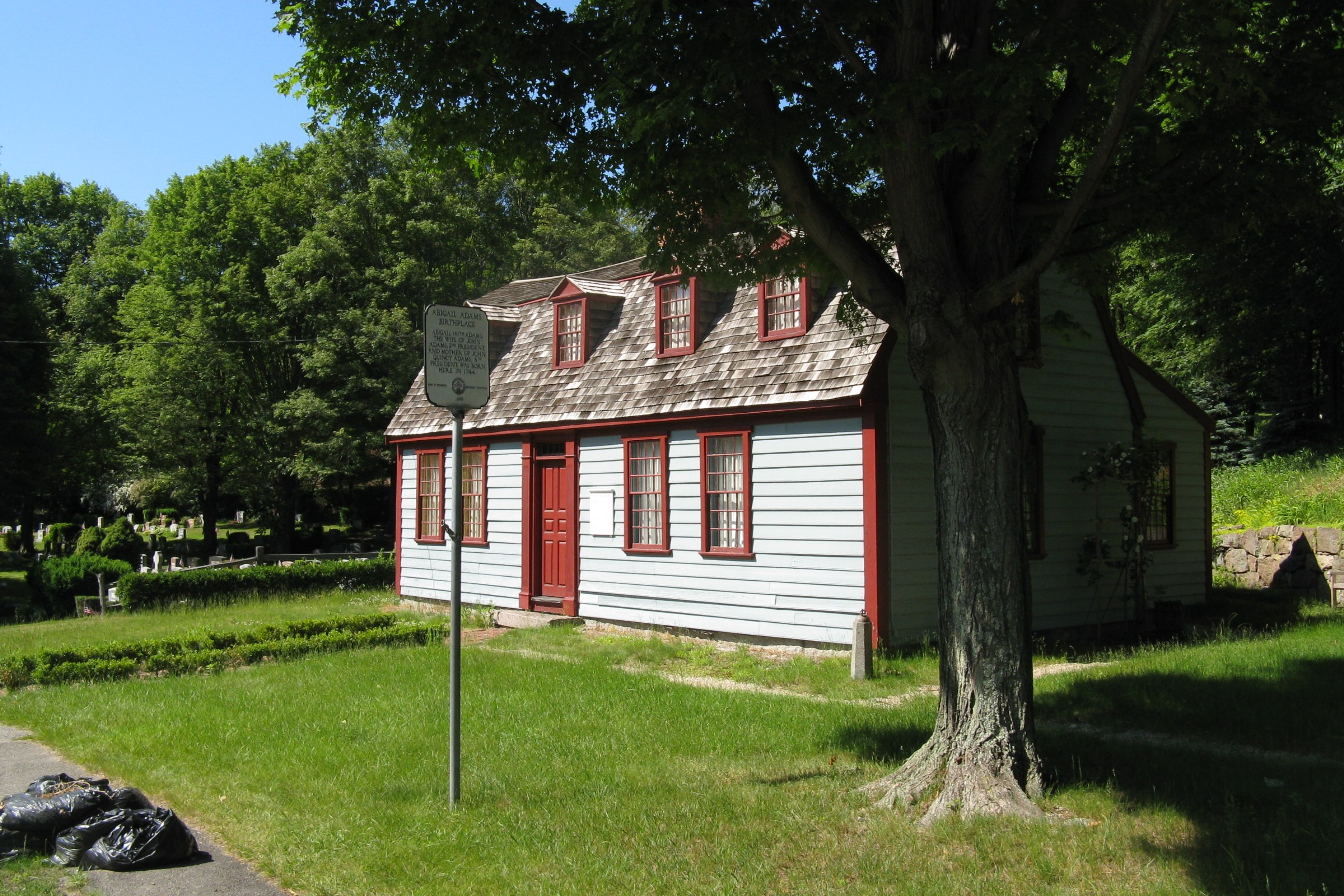
アビゲイル・アダムズの生家

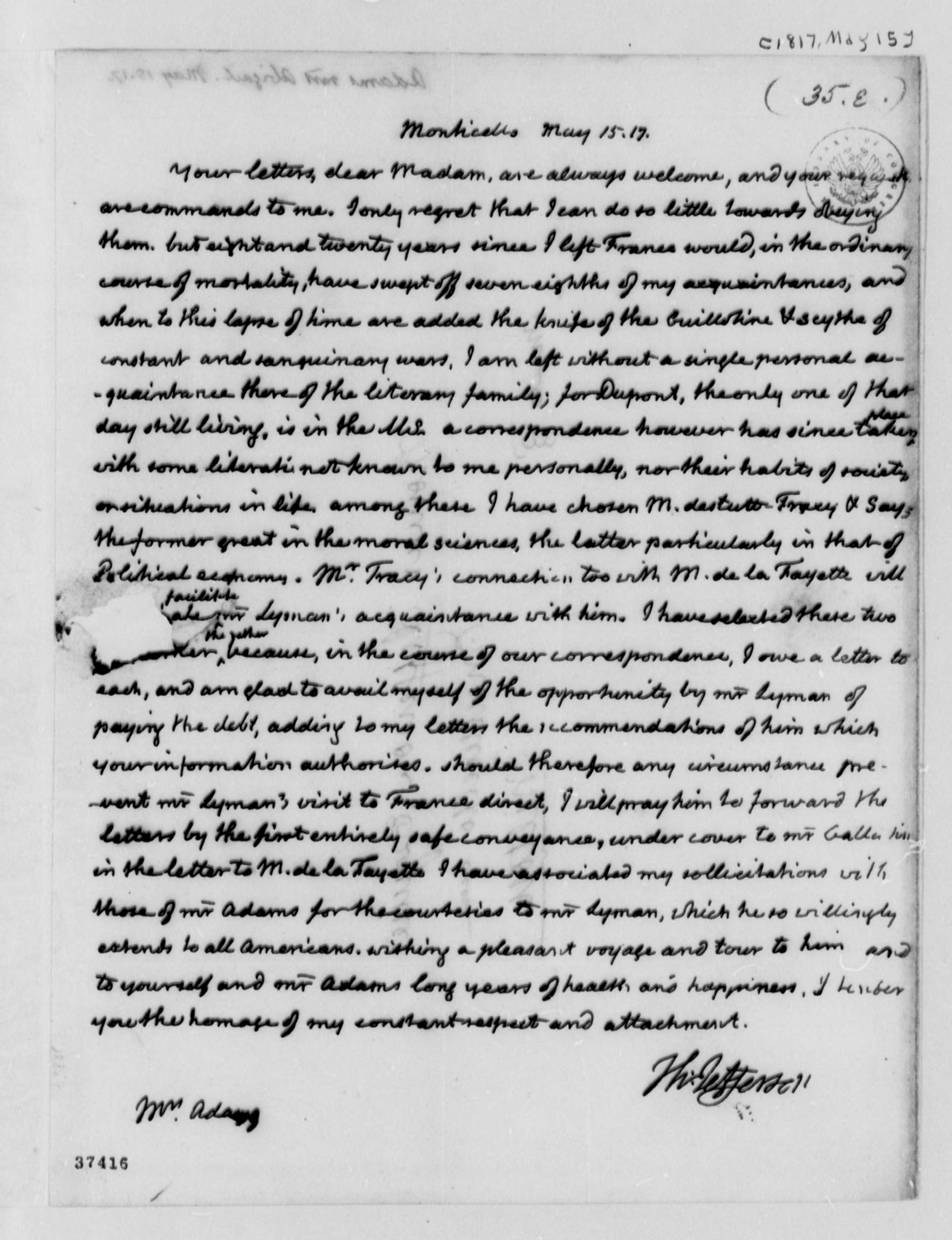
1817年にトマス・ジェファーソンからアビゲイルに宛てられた手紙

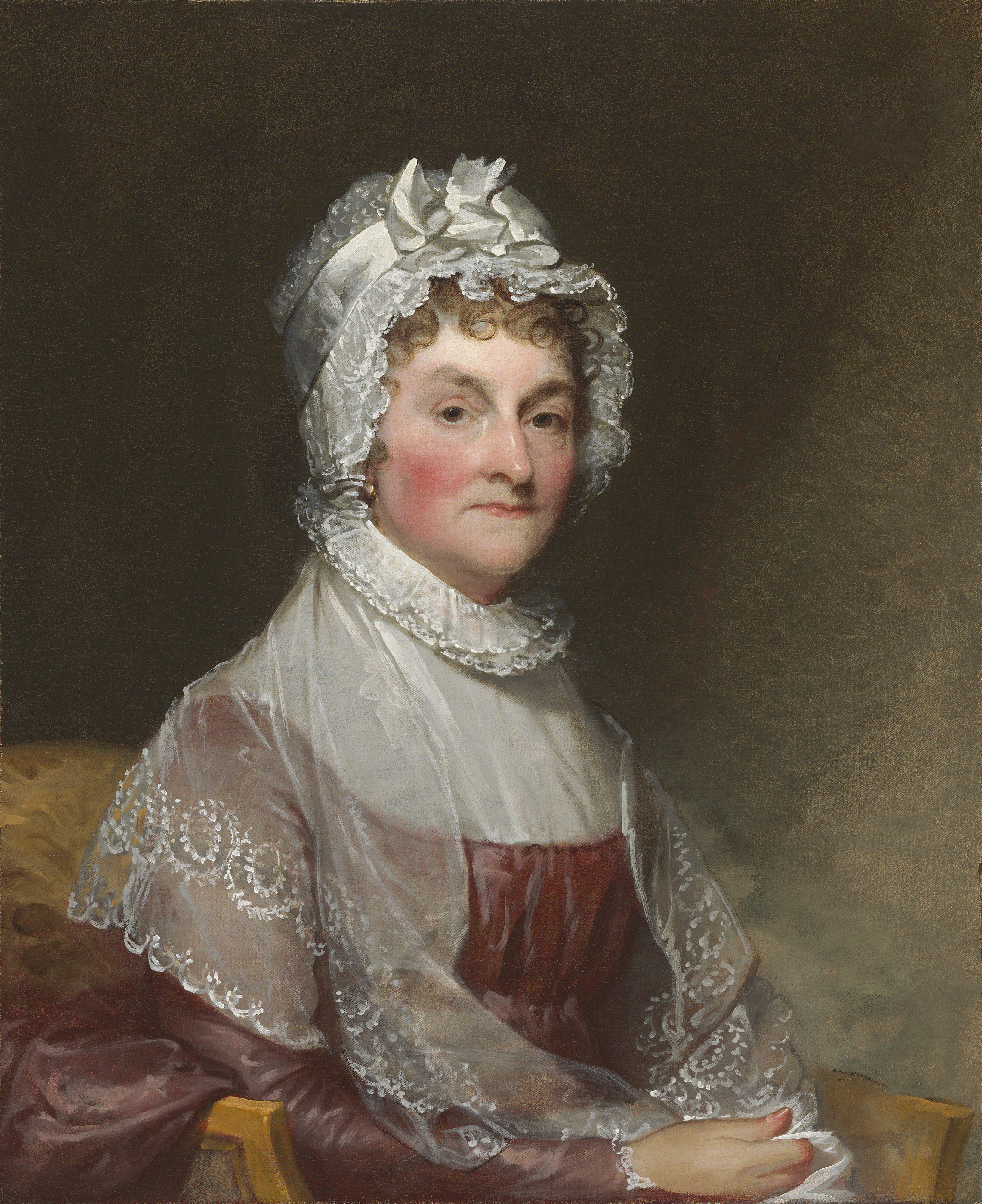
ギルバート・スチュアートによる晩年の肖像画

アビゲイルは1744年11月11日、イギリス領北米植民地のマサチューセッツ王室領植民地にあるウェイマスのノース・パリッシュ会衆派教会にて、ウィリアム・スミス（1706-1783）とエリザベス・クインシー・スミス（1721-1767）の次女（1人の姉・2人の妹・1人の弟）として生まれた。母方はマサチューセッツでは名の通った政治家一家、クインシー家の血筋であった。母エリザベスを通じ、ジョン・ハンコックの夫人、ドロシー・クインシーと従姉妹の関係にあった。
幼い頃のアビゲイルは病弱で、学校に通えるほど健康ではないと思われていた。このために公の教育は受けられなかったが、アビゲイルは2人の姉たちとともに母から読み書きや算数を教えられた。また、父、おじ、祖父の書斎のおかげでイギリス文学やフランス文学を学習することも出来た。

## 結婚と家族
ジョン・アダムズは1762年にアビゲイルと会い、二人は茶目っ気たっぷりで、率直に愛情を示すラブレターを交換するようになった。26歳のアダムズは17歳の聡明で活発な少女に心を惹かれてしまった。彼女は後年にアダムズにとって知的で頼れる助手となった。二人は思想的に共鳴する部分が多く、アビゲイルもアダムズと同じくイギリスからの独立を求め、そのための闘争を支持していた。
1764年10月25日に二人はウェイマスにあるスミス家で結婚した。式の後に二人はジョンの父から受け継いだ農園とコテージに住み、後にボストンに移った。夫は結婚当初から政治活動で忙しく、家を留守にしがちであり、別居生活の繰り返しは一生続いた。結婚生活の大半は「未亡人生活」のようなものだったとアビゲイルは述懐している。
夫のアダムズとの間には6人の子供がいた。
- アビゲイル・アダムズ・スミス（英語版）（1765-1813）- 乳癌と診断され、1811年に乳房を切除する手術を行った。その後に癌細胞が全身に転移して長く苦しんだ末に48歳で亡くなった[7]。
- ジョン・クインシー・アダムズ（1767-1848） - 第6代アメリカ合衆国大統領[8]。
- スザンヌ・アダムズ（1768-1770）
- チャールズ・アダムズ（英語版）（1770-1800）- ニューヨークの弁護士。人間関係が上手くいかずに酒に頼り、父と疎遠になり、絶望の中で30歳で死亡した[9]。
- トマス・ボイルストン・アダムズ（英語版）（1772-1832）- マサチューセッツ州の議員、裁判官。6人の子供の中で2番目に長く生きたが、病気が絶えず、酒に溺れ、多額の借金を抱えていた[10]。
- エリザベス・アダムズ（1777） - 死産 [6]。

長い別居生活の間に数多くの手紙のやり取りが交わされた。1784年にフランスへ渡って夫と再会し、パリでフランス人のマナーを興味深く観察した。その後も翌1785年に初代在英全権公使として着任した夫を支えた。アビゲイルは1788年に喜んで夫アダムズとともにアメリカ合衆国に戻り、「オールドハウス」の通称で知られるマサチューセッツ州クインシーに帰った。この建物はアビゲイルによって大きく増改築が施され、現在でもアダムズ国立歴史公園に現存し、一般公開されている。

## ファーストレディ
1789年にアダムズがワシントン政権下で最初のアメリカ合衆国副大統領になると、アビゲイルは最初の4年間を懸命に、セカンドレディとして様々な公式行事を真面目にこなそうと努力した。しかし、アダムズは「世の中で最も無意味な職務」と副大統領職に失望するようになった。第二期に入ると、アビゲイルも疑問を感じるようになってマサチューセッツへ帰ってしまった。
夫のアダムズがワシントンの後任として第2代アメリカ合衆国大統領に選出された。1797年3月4日の大統領就任式には出席出来なかったものの、その後はファーストレディとして精力的に活動した。初代ファーストレディのマーサ・ワシントンとは異なり、彼女は活発で知的で会話が上手なホステスと評価された。1798年にフランスとの戦争の危機が高まり、アビゲイルは対仏強攻論者としてアダムズにフランスとの戦争を宣言するように促したが、最終的には平和維持を優先する夫に彼女も納得した。反連邦主義派は彼女を「夫人大統領（Mrs. President）」と呼んで皮肉った。
1800年に首都がフィラデルフィアからワシントンD.C.に移され、同年11月から新たな大統領官邸となったホワイトハウスで4ヶ月過ごした。当時のホワイトハウスはまだ未完成であり、二階への大階段は出来ておらず、ベッドルームも完成していなかった。水は800m離れた隣家から汲んでこさせなければならない不便さで、暖炉で燃やすためのたきびが足りない上にたきびを運んでくれる人材も不足していた。部屋の内部は冷たく、アビゲイルはリューマチに悩まされた。1800年の大統領選挙でアダムズが敗れると、翌1801年に一家はクインシーに退いた。夫妻は大統領選の敗北に大きなショックを受け、アダムズは後任のトマス・ジェファーソンの大統領就任式に立ち会うことを潔しとせずに故郷に帰ってしまった。当時書いていた手紙を見ると、アビゲイルは息子の政治的キャリアを真剣に支援していた。後年、アビゲイルは夫の政敵であり自身を深く傷つけたジェファーソンとの手紙のやり取りを再開している。

## 死
アビゲイルは腸チフスを患い、1818年10月28日に亡くなった。73歳没。彼女の死の直前に夫ジョン・アダムズは息子に「妻の愛情に満ちた参加と元気な励ましが、自分にとって絶えざる支えとなった。彼女が傍らにいてくれなかったら自分は成功したか疑わしい」と述懐した。息子ジョン・クインシー・アダムズも「母は地上の天使だった」と述べた。アビゲイルの最期の言葉は「友人よ、親愛なる友人よ、どうか嘆き悲しまないで。私はもう準備が出来ているの。ジョン、もうそう長くはないわ」だった。
夫のアダムズは8年後の1826年に、息子のジョン・クインシーの大統領在任中に亡くなった。夫妻はクインシーのユナイテッド・ファースト教区教会に隣り合って埋葬されている。

## 政治的な立場

### 女性の権利
アビゲイルは結婚した女性の財産権や女性がより多くの機会、特に教育分野における機会を得ることに対し、先駆者的な主張を行った。アビゲイルは「女性たちは、自分たちの権利のために作られていない法律に従うべきでない」、また「女性たちは、単に夫の相手役としての単純な役割に満足してはならない」と信じており、女性たちが自ら学ぶことにより知力として認められることにより、彼女たちの夫や子供の人生を導いたり影響を与えたりすることができるだろうと考えていた。
アビゲイルは、1776年に夫のアダムズと第二次大陸会議に宛てた手紙においても知られている。その中で彼らに対し、アビゲイルは「...女性たちのことを忘れないでください。そして彼女たちに対して寛大かつ好意的であってください。夫の手中にかようにも絶大な権力を与えないでください。全ての男たちが、暴君となりうることを忘れないでください。もし女性たちに特別の注意が払われないのならば、私たちは謀反を煽動することを決心するとともに、私たちの声が反映されていないいかなる法律に私たちが縛られることもないでしょう」と求めている。アビゲイルによる「風変わりな法」の求めはアダムズに断られてしまったが、この手紙は女性の平等な権利を求める最古の書物の一つとして評価されている。

### 奴隷制度
アビゲイルとジョンは、奴隷制がアメリカの民主主義の実権に対する悪と脅威であると考えていた。1776年3月31日に書かれた彼女の手紙では、バージニアの人々が「奴隷から自由を奪って」以来、果たして彼らの大部分が主張しているような「自由に対する情熱」を持っているのかと疑問を呈している。
奴隷制度に対するアビゲイルのスタンスについて注目すべき事件が1791年にフィラデルフィアで発生している。奴隷でない黒人の若者が、彼女の元を訪れて読み書きを教えてもらえるよう頼んだ。近隣からの反対が無かったわけではないが、彼女は彼を地元の夕方の学校に委ねた。アビゲイルは「彼が他の若者と同じ自由民であるのに、単に肌色が違うというだけで教育が断られてしまうのか？どうすれば彼は生計を立てる資格を得るのか？…私は、彼をリビングに連れて行き読み書きを教えることが恥ずかしいことだとは思ったことがありません」と答えた。

### 宗教観
アビゲイルは1753年にユニテリアン主義に転じて以降、夫のジョンと同じくクインシーのユナイテッド・ファースト教区教会において熱心に活動を行った。

## 死後

### 記念碑など
クインシーの郊外に、「アビゲイル・アダムズ・ケアン」というケルンがある。アビゲイルと息子のジョン・クインシーがバンカーヒルの戦いとその戦火で炎に包まれたチャールズタウンを見たとされる丘の近くに立っている。眼下に闘いの光景を見ていた際、彼女はマサチューセッツ植民地議会の議長であったジョセフ・ウォーレンの子供たちのことを懸念していた。しかし、ウォーレンはこの戦闘で命を落としている。
ワシントンD.C.にあるアダムズ・メモリアルは、アビゲイルと夫、そして二人の家族を記念して造られている。

### 文化
アビゲイルからアダムズに送られた手紙の文章は、ブロードウェイのミュージカル作品『1776』で有名なものとなった。1969年のミュージカルと、1972年の劇場映画版では共にバージニア・ベストフがアビゲイル役を務めた。また、1976年にPBSが制作した『The Adams Chronicles』ではキャサリン・ウォーカーが演じている。さらに2008年のHBOによるミニシリーズ『ジョン・アダムズ』ではローラ・リニーがアビゲイル役となり、リニーはアビゲイル役を演じることについて「彼女は情熱と理念の両方を備えた女性ね」と話している。

### 通貨の肖像
大統領1ドル硬貨プログラムの一環として合衆国造幣局が発行したファーストレディ記念10ドル金貨および銅メダルのシリーズでは、アビゲイルのものが2007年6月19日に発行され、数時間のうちに完売となった。コインの表面には肖像画が、裏面にはアダムズに宛てて手紙を書いている場面が描かれている。銅メダルの裏面で一部、ルイーザ・アダムズ（アビゲイルの息子で第6代大統領であるジョン・クィンシー・アダムズの夫人）のデザインが誤って刻まれて発行されていたことが報告された。

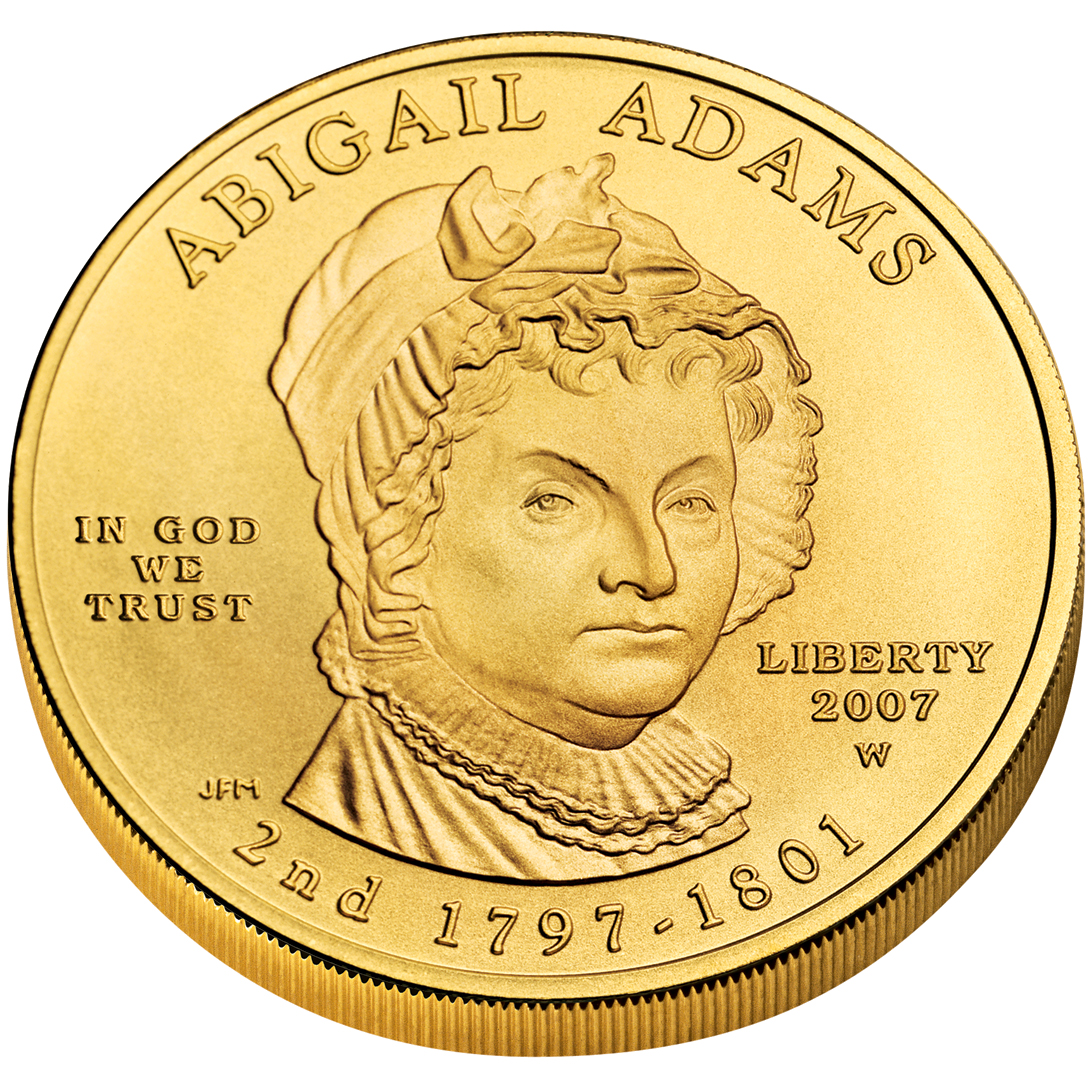
表面（2007年6月19日発行の金貨）
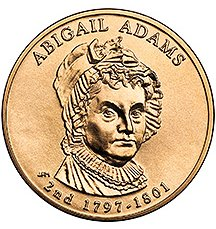
表面（2007年6月19日発行の銅メダル）